# Pandan (Catanduanes)
Pandan è una municipalità di quinta classe delle Filippine, situata nella Provincia di Catanduanes, nella Regione di Bicol.
Pandan è formata da 26 baranggay:
- Bagawang
- Balagñonan
- Baldoc
- Canlubi
- Catamban
- Cobo
- Hiyop
- Libod (Pob.)
- Lourdes
- Lumabao
- Marambong
- Napo (Pob.)
- Oga

- Pandan del Norte (Pob.)
- Pandan del Sur (Pob.)
- Panuto
- Porot (San Jose)
- Salvacion (Tariwara)
- San Andres (Dinungsuran)
- San Isidro (Langob)
- San Rafael (Bogtong)
- San Roque
- Santa Cruz (Catagbacan)
- Tabugoc
- Tokio
- Wagdas